# Kayoko Fukushi
Kayoko Fukushi (Japón, 25 de marzo de 1982) es una atleta japonesa, especialista en la prueba de maratón, con la que llegó a ser medallista de bronce mundial en 2013.

## Carrera deportiva
En el Mundial de Moscú 2013 gana la medalla de bronce en la maratón, tras la keniana Edna Kiplagat (oro) y la italiana Valeria Straneo (plata).